# Archéo-Québec
 (août 2024).
La mise en forme du texte ne suit pas les recommandations de Wikipédia : il faut le « wikifier ».
Les points d'amélioration suivants sont les cas les plus fréquents :
- Les titres sont pré-formatés par le logiciel. Ils ne sont ni en capitales, ni en gras.
- Le texte ne doit pas être écrit en capitales (les noms de famille non plus), ni en gras, ni en italique, ni en « petit »…
- Le gras n'est utilisé que pour surligner le titre de l'article dans l'introduction, une seule fois.
- L'italique est rarement utilisé : mots en langue étrangère, titres d'œuvres, noms de bateaux, etc.
- Les citations ne sont pas en italique mais en corps de texte normal. Elles sont entourées par des guillemets français : « et ».
- Les listes à puces sont à éviter, des paragraphes rédigés étant largement préférés. Les tableaux sont à réserver à la présentation de données structurées (résultats, etc.).
- Les appels de note de bas de page (petits chiffres en exposant, introduits par l'outil «  Source ») sont à placer entre la fin de phrase et le point final[comme ça].
- Les liens internes (vers d'autres articles de Wikipédia) sont à choisir avec parcimonie. Créez des liens vers des articles approfondissant le sujet. Les termes génériques sans rapport avec le sujet sont à éviter, ainsi que les répétitions de liens vers un même terme.
- Les liens externes sont à placer uniquement dans une section « Liens externes », à la fin de l'article. Ces liens sont à choisir avec parcimonie suivant les règles définies. Si un lien sert de source à l'article, son insertion dans le texte est à faire par les notes de bas de page.
- La présentation des références doit suivre les conventions bibliographiques. Il est recommandé d'utiliser les modèles {{Ouvrage}}, {{Chapitre}}, {{Article}}, {{Lien web}} et/ou {{Bibliographie}}. Le mode d'édition visuel peut mettre en forme automatiquement les références.
- Insérer une infobox (cadre d'informations à droite) n'est pas obligatoire pour parachever la mise en page.

Pour une aide détaillée, merci de consulter Aide:Wikification.
Si vous pensez que ces points ont été résolus, vous pouvez retirer ce bandeau et améliorer la mise en forme d'un autre article.
 (août 2024).
Si vous disposez d'ouvrages ou d'articles de référence ou si vous connaissez des sites web de qualité traitant du thème abordé ici, merci de compléter l'article en donnant les références utiles à sa vérifiabilité et en les liant à la section « Notes et références ».
Archéo-Québec est un organisme à but non lucratif qui regroupe une centaine de membres en lien avec l'archéologie, l'histoire et le patrimoine. Archéo-Québec a été créé le 21 janvier 1999 afin de mettre de l'avant l’archéologie québécoise. L'organisme met, entre autres, en place des activités sous forme de trousses éducatives sur l’archéologie pour les élèves du primaire.

## Mois de l'archéologie
Premièrement présenté sous la bannière des Archéo! Dimanches de 2000 à 2004, le Mois de l’archéologie est mis en place en 2005.
Du 1er au 31 août, plus d’une centaine d’activités sont offertes partout au Québec. Le Mois de l’archéologie permet aux visiteurs de se familiariser avec les différents aspects de l'archéologie québécoise. Sa programmation, en collaboration avec les experts et les institutions offre un contact avec les spécialistes de cette science et met de l'avant les plus récentes découvertes.

## Membres d'Archéo-Québec

### Municipalités
- MRC des Pays-d'en-Haut
- MRC du Granit
- Ville de Boucherville
- Ville de Gatineau
- Ville de Longueuil
- Ville de Magog
- Ville de Montréal
- Ville de Québec
- Ville de Saguenay

### Institutionnels
- Centre d'interprétation de la Côte-de-Beaupré/ Musée Aux Trois Couvents
- Société d'histoire et d'archéologie de Mashteuiatsh
- ArchéoMusée - Musée d'archéologie de Roussillon
- Artefact Urbain
- Artefactuel
- Association Québécoise des Interprètes du Patrimoine
- Bureau du Ndakina de W8banaki
- Centre Archéo-Topo
- Centre d'histoire et d'archéologie de la Métabetchouane
- Centre d'interprétation du site archéologique Droulers/Tsiionhiakwatha
- Commission de la Capitale Nationale du Québec (CCNQ)
- Corporation du Patrimoine Archéologique du Méganticois
- Ethnoscop
- Fort Ingall - Société d'histoire et d'archéologie du Témiscouata
- Ilot des palais
- Institut de recherche en histoire maritime et archéologie subaquatique (IRHMAS)
- Jardin de Métis
- La Pulperie de Chicoutimi / Musée régional
- Maison LePailleur (Société du Musée du Grand Châteauguay)
- Maison Nivard-De Saint-Dizier, musée et site archéologique
- Manoir Boucher de Niverville
- Manoir Mauvide-Genest
- Moulin des Jésuites de Charlesbourg
- Musée de la nature et des sciences de Sherbrooke
- Musée de Lachine
- Musée du Fort Saint-Jean
- Parc du Bourg de Pabos
- Parc national du Lac-Témiscouata (Sépaq)
- Pointe-à-Callière, cité d'archéologie et d'histoire de Montréal
- Pointe-du-Buisson / Musée québécois d'archéologie
- Société d'art et d'histoire de Beauport